# Мішель Бургер
Мішель Бургер (англ. Michelle Burgher; нар. 12 березня 1977) — ямайська легкоатлетка, яка спеціалізувалася на спринті та бар'єрному бігу.

## Спортивні досягнення
Срібна олімпійська призерка з естафетного бігу 4×400 метрів (2000, виступала в попередньому забігу).
Бронзова олімпійська призерка з естафетного бігу 4×400 метрів (2004).
Чемпіонка світу (2001) та бронзова призерка чемпіонату світу (2003) з естафетного бігу 4×400 метрів (виступала в попередніх забігах).
Фіналістка (5-е місце) чемпіонату світу в приміщенні з естафетного бігу 4×400 метрів (2004).
Срібна призерка Панамериканських ігор з естафетного бігу 4×400 метрів (2003). Фіналістка (8-е місце) Панамериканських ігор з бігу на 400 метрів.
Бронзова призерка чемпіонату Ямайки з бігу на 400 метрів (2003).